# Haut-parleur
Ne doit pas être confondu avec Mégaphone ou Porte-voix.

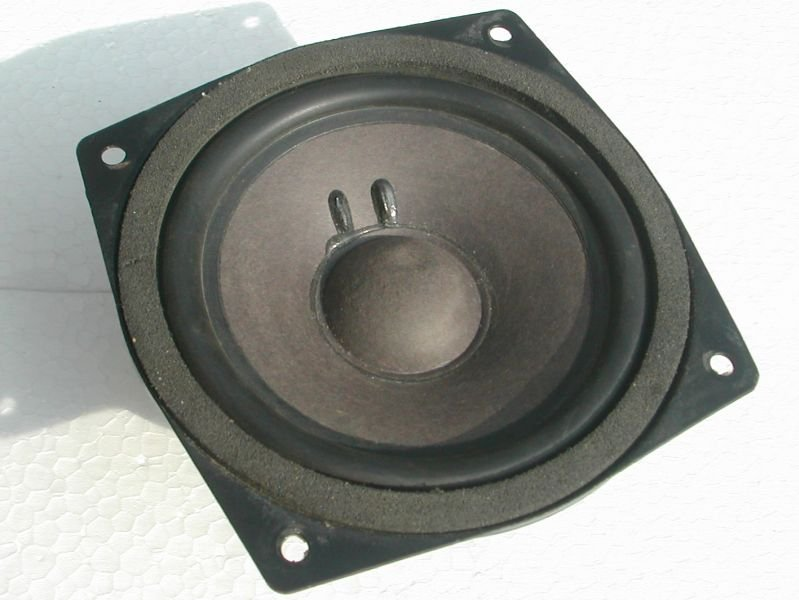
Haut-parleur électrodynamique.

Schéma de coupe d'un haut-parleur électrodynamique.

Un haut-parleur, ou hautparleur, est un transducteur électroacoustique destiné à produire des sons à partir d'un signal électrique. Il est en cela l'inverse du microphone. Par extension, on emploie parfois ce terme pour désigner un appareil complet destiné à la reproduction sonore (voir Enceinte).
Quatre types de haut-parleurs, électrodynamique, électrostatique, piézoélectrique et isodynamique, représentent les technologies actuelles les plus courantes. Le haut-parleur électrodynamique, couvrant environ 99 % du marché, a encore un fonctionnement relativement simple pour une technologie de masse.

## Histoire

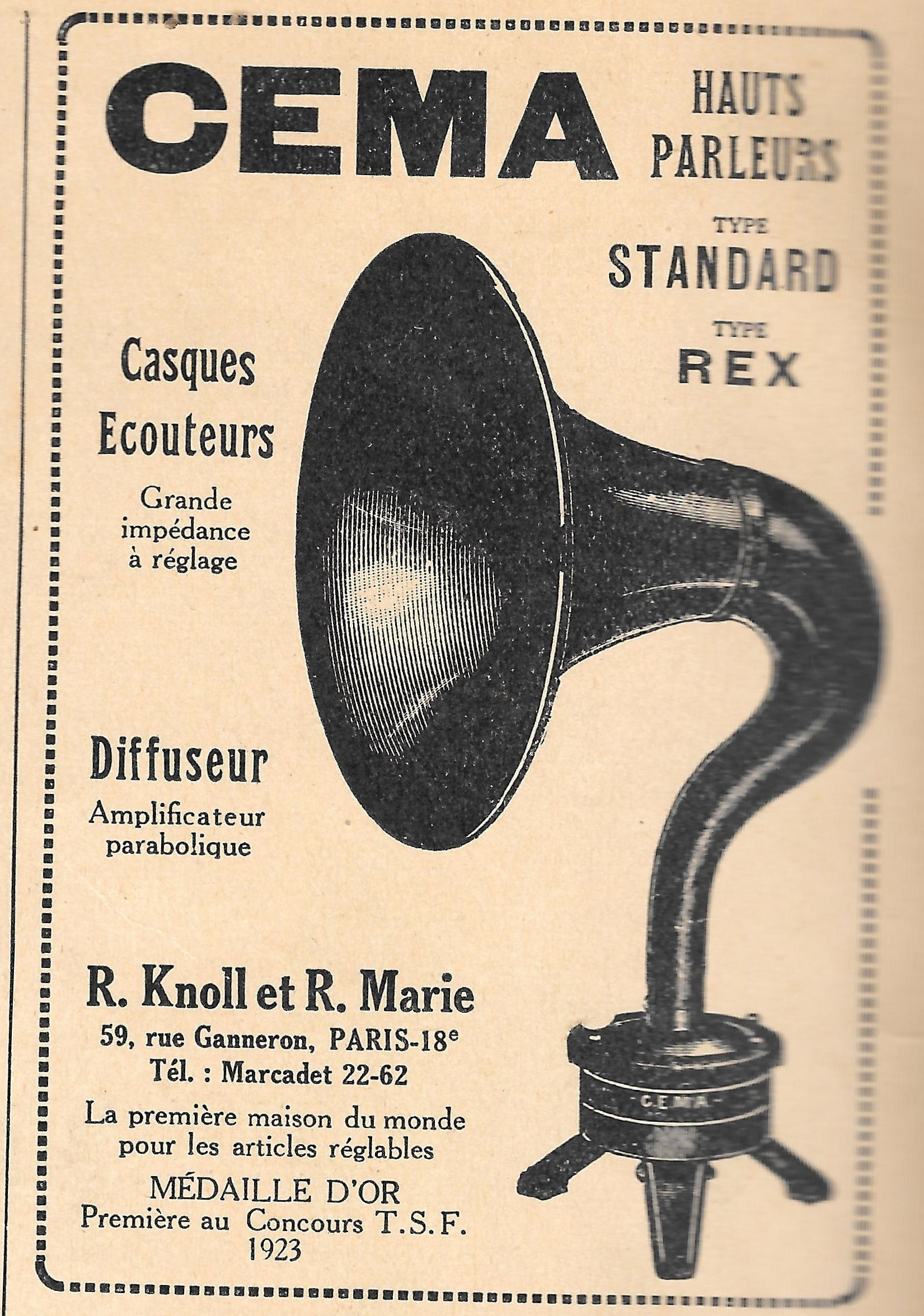
Haut-parleur - Publicité de 1924.

Au début, les haut-parleurs étaient presque uniquement utilisés pour transmettre des appels dans les ateliers et les usines. Plus tard, leur rôle s'est élargi et a permis le fonctionnement de téléphonie sans fil puisque le haut-parleur remplace l'écouteur téléphonique normal en reproduisant à haute voix la parole pour un grand nombre d'auditeurs.
Le 10 décembre 1877, le premier brevet concernant un haut-parleur à bobine mobile fut accordé à Werner von Siemens. Le haut-parleur remplit une gamme très variée d'applications : on trouve des haut-parleurs aussi bien dans des cartes de vœux que reliés à des amplificateurs de puissance pour concert.

## Problématique
Un haut-parleur doit convertir un signal électrique issu d'un amplificateur en signal mécanique (changements de pression de l'air). Depuis les progrès de l'électronique et l’avènement des sources audio numériques, c'est le seul élément de la chaine de reproduction sonore qui incorpore des éléments mécaniques, et qui est donc soumis à de nombreuses contraintes matérielles. C'est donc le maillon faible de tout système électro-acoustique.

## Haut-parleur idéal
Un haut-parleur idéal doit reproduire à l'identique les changements de pression de l'air qui ont au préalable été captés par un microphone lors de l'enregistrement. Le modèle théorique idéal pour reconstituer un front homogène de pression est la « sphère pulsante », source ponctuelle capable d'émettre dans toutes les directions l'ensemble des fréquences du spectre audible (20 à 20 000 Hz).
Le diamètre de sa membrane doit être largement inférieur à la longueur d'onde minimum émise. Par exemple, pour les extrêmes aigus audibles (20 000 Hz), la longueur d'onde est de 1,7 cm. Dans le cas contraire, la pression de l'air émis par un bord de la membrane, le temps qu'elle se propage vers l'autre bord, viendra annuler la dépression que génère ce bord à ce moment-là (dans le cas d'un signal sinusoïdal).
Les mouvements de la membrane doivent suivre fidèlement les variations du signal électrique, afin de ne pas introduire de distorsion. Pour cela, la membrane doit être infiniment rigide, pour ne pas se déformer sous la poussée et ne pas entrer elle-même en résonance. En l'absence de systèmes d'asservissement, le poids de la partie mobile doit être nul pour éviter les problèmes liés à l'inertie. Il ne devra pas y avoir de système élastique qui retienne la membrane en dehors de sa position neutre (suspensions avant et arrière des haut-parleurs électrodynamiques). Si l'on s'écarte du modèle théorique et utilise plusieurs sources pour reproduire l'ensemble du spectre, il se crée des interférences entre les différentes sources, et le champ sonore ne sera pas homogène dans l'espace. L'auditeur aura donc une perception différente suivant la distance relative entre son oreille et les différentes sources.

## Haut-parleur de type électrodynamique

### Principe de fonctionnement

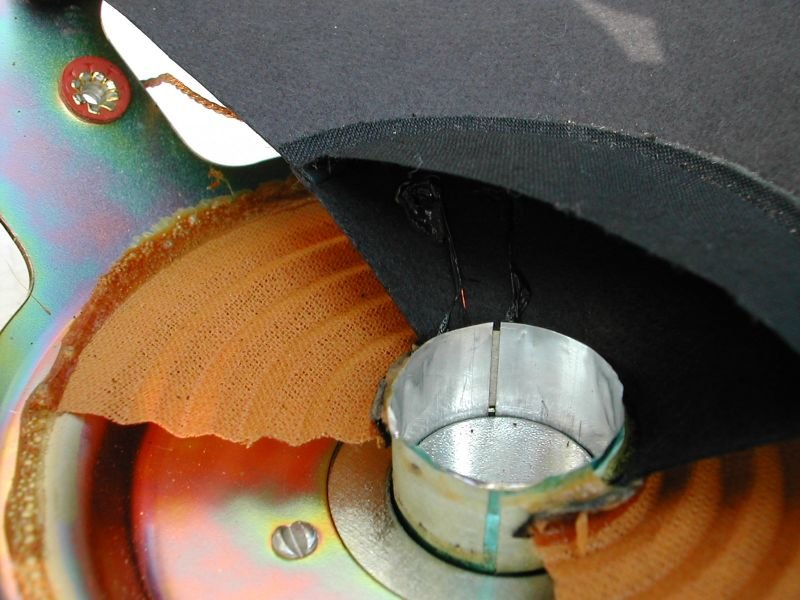
Coupe dans le moteur du haut-parleur : bobine et suspension arrière (en).

Un moteur transforme l'énergie électrique en énergie mécanique. Ce moteur transmet cette énergie mécanique à la membrane. La membrane transmet l'énergie mécanique à l'air ambiant – d'où le son.
Le moteur est constitué comme un ensemble générant un champ magnétique B permanent (invariable dans le temps) dans un espace donné appelé entrefer. Cet espace est déterminé par la géométrie mécanique cc du moteur (voir plus loin). La source de champ magnétique est généralement un aimant permanent de type torique, de faible épaisseur relative par rapport à sa surface, polarisé dans le sens axial. Dans les anciens récepteurs à tubes, ce champ magnétique était produit par une bobine qui servait également d'inductance de filtrage dans l'alimentation. Cette technique est tombée en désuétude dès lors que des aimants permanents de coût et de qualité raisonnables sont apparus sur le marché. Le champ est concentré dans la culasse (plaque collée sur la face arrière de l'aimant), puis réorienté par le noyau central cylindrique vers la face opposée de l'aimant. Le champ en face avant est orienté dans la plaque de champ. Il est aussi constitué d'une bobine de fil (de cuivre ou d'aluminium et moins couramment d'argent) sur un support cylindrique (en papier, aluminium, Kapton, fibre de verre ou un composite de ces matériaux) est plongée dans cet entrefer dans le sens axial.
Lorsqu'un courant parcourt cette bobine, du fait de la tension que l'on fixe à ses bornes, une force (F) tend à faire sortir la bobine du champ B de l'entrefer dans le sens axial. cette force est définie par la formule {\displaystyle F=B\cdot L\cdot i\cdot \sin(\alpha )} (force de Laplace), B étant le champ dans l'entrefer, L la longueur de fil de la bobine introduite dans l'entrefer, i le courant parcourant la bobine, et l'angle α (alpha) qui est égal à l'angle entre le vecteur B et le vecteur I : dans le cas du haut-parleur, sin(α) sera toujours égal à 1. La force F est proportionnelle à i, si B est constant (ce qui est le cas si l'ensemble magnétique est bien conçu) et si L est constant quel que soit le déplacement de la bobine : il faut veiller à ce que la bobine soit montée symétriquement par rapport au champ, de manière que la longueur de fil qui sort de l'entrefer soit compensée par celle qui entre dans l'entrefer.
La modélisation mathématique du haut-parleur repose largement sur les travaux de Thiele et Small. Dans ce modèle, le haut-parleur est caractérisé grâce aux paramètres Thiele/Small (en). Malgré certaines insuffisances liées à la complexité du transducteur qu'est le haut-parleur, ce modèle reste le plus largement utilisé à ce jour par les concepteurs de matériel électro-acoustique.

### Refroidissement
La double conversion énergétique, électrique-mécanique puis mécanique-acoustique n'est pas parfaite. La conversion électromécanique se fait avec une perte de rendement, essentiellement par effet Joule.
Lutter contre cette chaleur permet de maintenir les caractéristiques électriques de la bobine mobile, de ne pas atteindre le point de Curie de son moteur magnétique afin de garder le flux magnétique constant, et de ne pas entraîner de dégâts physiques sur les fils composant la bobine. Ces trois paramètres sont importants pour maintenir une distorsion la plus basse possible lors du déplacement de la bobine. La distorsion apparaît lorsque les mouvements de la bobine ne sont plus une fonction linéaire du courant. Les solutions des constructeurs sont toutes fondées sur une des deux approches suivantes : la réduction de la consommation, et la dissipation thermique.
La réduction de la consommation électrique se fait en augmentant le champ magnétique ou en augmentant le nombre de spires qui se trouvent dans ce champ (voir la formule de l'inductance), ce qui permet de réduire l'intensité électrique tout en ayant un niveau sonore équivalent. En réduisant la masse de la membrane ou en assouplissant la suspension, on réduit la charge et donc aussi la consommation électrique.
La chaleur est générée par la bobine mobile selon la formule {\displaystyle RI^{2}} avec :
- R, la résistance en courant continu de la bobine ;
- I, l’intensité (en ampères) du courant traversant la bobine.

Cette chaleur est bloquée par la membrane et le spider pour la partie avant. À l’arrière, son évacuation est freinée par les plaques de champ et le noyau central ou une culasse. Pour l’évacuer, il existe plusieurs solutions qui sont souvent utilisées conjointement. La bobine mobile fixée à la membrane peut transmettre la chaleur à cette dernière si la résistance thermique entre ces dernières est faible. Ce système est utilisé sur les AE1 de la société Acoustic Energy. La membrane métallique agit comme un radiateur. Une AE1 admet 200 W efficaces pour un 90 mm.
En ajoutant des radiateurs sur le pourtour de la culasse du haut-parleur, on évacue la chaleur captée par les plaques de champ et le noyau central. Chez Boston Acoustique, cette solution est surtout utilisée sur les tweeters. En introduisant une tige métallique dans le noyau central reliée à un radiateur, la chaleur est conduite par cette passerelle thermique vers l’extérieur de l’enceinte. De plus elle permet de rigidifier le coffret en se comportant comme un tasseau. En perçant le noyau central ou la culasse, on crée un passage d’air. La chaleur transmise au noyau central par la bobine est évacuée par ce puits. Ce système offre un refroidissement limité à la partie de la bobine proche de la partie avant. JBL a inventé une solution qui ventile la bobine par trois petits puits dans la périphérie du noyau central. L’air atteint directement le cœur de la bobine. La compression dynamique est maintenue à quelques décibels. Un haut-parleur ayant une bobine de faible diamètre subira une compression de l'ordre de 7 dB. Une solution plus simple est de percer de part en part la plaque arrière et le noyau central ou la culasse. Le trou débouche sur la plaque de champ arrière. Plusieurs solutions d’évacuations sont possibles.
En insérant un ferrofluide dans l’entrefer, on diminue la résistance thermique par rapport à l’air et on transmet mieux la chaleur aux plaques de champ avant et au noyau central qui l’évacuent ensuite. C’est une solution mise en place chez Dynaudio et sur de nombreux tweeters comme chez Audax. Les particules font environ 10 nm et sont à base de tétroxyde de trifer (Fe3O4). Cette matière est aussi un frein aux déplacements de la bobine diminuant aussi le rendement global du moteur. La puissance admissible par contre fait un bond et la courbe d’impédance pour les tweeter est très amortie, offrant par conséquent un filtrage à pente plus faible possible. Cette solution s’est généralisée chez de nombreux fabricants. En disposant des aimants circulaires non jointifs autour de la bobine, on facilite le passage de l’air vers l’extérieur, diminuant ainsi la température. Focal adopte le multi-aimants sur ses systèmes haut de gamme. En installant un espace entre le saladier et le spider, pour assurer une circulation d'air, la bobine est refroidie sur sa partie avant comme sur la gamme Stratos de Triangle.

## Haut-parleurs électrostatiques
Une membrane plane, chargée de reproduire toutes les fréquences, est recouverte d'une pellicule conductrice chargée avec une différence de potentiel de plusieurs milliers de volts continu par rapport à la masse (environ 5 000 V). La membrane est mise en mouvement par des conducteurs non mobiles, fixés de chaque côté de la membrane. Ces fils sont parcourus par le signal audio, dont la tension est adaptée par un transformateur électrique, ils attirent ou repoussent ainsi statiquement la membrane. Comme la membrane reproduit toute la gamme de fréquences, il n'y a pas de distorsion dite de crossover.

## Utilisation de nanocomposants
Un prototype de haut-parleur « thermo-acoustique ultrafin et ultraplat », basé sur une structure en nanotubes de carbone incorporée dans un film très fin (200 µm) de polytéréphtalate d'éthylène (PET) couvert d'une couche conductrice, a été présenté en février 2010. Il est activé par une tension, appliquée entre les deux côtés du film. Cette tension échauffe et dilate brutalement des nanotubes de carbone, ce qui produit un son. Quand le signal électrique cesse, les nanotubes reprennent leur forme et position antérieures. Le temps très rapide de réponse des nanotubes de carbone est assez bref pour retranscrire des fréquences de 20 à 20 000 Hz, équivalent à la perception de l'oreille humaine.
Les fibres de nanocarbone pouvant être dangereuses en cas d'inhalation ou de pénétration de l'organisme, la fabrication, et la fin de vie de ce haut-parleur risquent de poser des problèmes, tout en intéressant ceux qui veulent encore miniaturiser les dispositifs auditifs. L'intensité sonore reste faible, mais si elle pouvait être améliorée, un écran d'ordinateur, un tableau ou un papier peint pourraient devenir des haut-parleurs.

## Types
On distingue généralement quatre types de haut-parleurs :
1. Woofer ou Boomer, haut-parleur des graves ;
2. Médium, haut-parleur des médiums ; appelé également squaker (terme très peu employé) ;
3. Tweeter, haut-parleur des aigus ;
4. Large bande, haut-parleur reproduisant une large gamme de fréquences, souvent l'essentiel du spectre audible.

Deux types spécifiques peuvent être ajoutés à cette classification :
1. Subwoofer, haut-parleur des infra-graves ;
2. Super tweeter, haut-parleur pour les extrême-aigus.

Ces divisions sont néanmoins artificielles.

## Caractéristiques techniques
Un haut-parleur possède plusieurs caractéristiques techniques dont il faut tenir compte en fonction de l'utilisation que l'on compte en faire :
- la puissance efficace ou RMS (root mean square), exprimée en watts ;
- la puissance de crête, exprimée en watts. C'est la puissance que le haut-parleur peut supporter de manière ponctuelle ;
- la bande passante, exprimée en hertz. Elle correspond à la plage de fréquences que le haut-parleur peut restituer. En fait, pour une exploitation sérieuse de cette donnée, il faut disposer d'une courbe de réponse ;
- la sensibilité ou efficacité, exprimée en décibels. Il s'agit de la pression acoustique mesurée à un mètre du haut-parleur, lorsqu'on lui fournit une puissance d'un watt ;
- l'impédance, exprimée en ohms. Il s'agit d'une impédance normalisée pour les utilisations de base. Là encore, une étude approfondie exige de disposer de son tracé sur un diagramme de Bode. Connaître l'impédance d'un haut-parleur est très utile pour l'associer correctement à un amplificateur.

Une véritable exploitation des caractéristiques d'un haut-parleur de qualité (pour la haute fidélité, la sonorisation et autres applications professionnelles) demande de disposer des paramètres de Thiele et Small.

## Outil de propagande
La Corée du Nord et du Sud utilisent des haut-parleurs pour diffuser de la propagande. Cette technique existe depuis la guerre de Corée, quand des unités mobiles équipées de haut-parleurs se déplaçaient le long de la ligne de front. Depuis un apaisement des tensions en 2004, les haut-parleurs avaient cessé d'émettre. En juin 2024, la Corée du Sud reprend ses campagnes de propagande par haut-parleurs en direction du Nord,. C'est une réponse à l'envoi de ballons remplis de déchets par la Corée du Nord,. En réponse, la Corée du Nord reprend aussi sa campagne par haut-parleurs. Les haut-parleurs sud-coréens diffusent de la propagande anti-Pyongyang et de la k-pop.